# 圣火书简
《圣火书简》是巴哈教信仰的创始人巴哈欧拉为回应伊朗巴哈伊信徒所作，原文于1871年在阿卡以阿拉伯文写就。 1980年，Adib Taherzadeh和巴哈伊世界中心下的设立的一个委员会共同完成了该书简的授权英文翻译。《巴哈伊祷文》收录了该书简的中文版。
书简原文为押韵诗，以巴哈欧拉和上帝之间对话的形式展现，其内容体现了巴哈欧拉所经历的苦难。 巴哈伊信徒在面对困难时常引用此书简。

## 引用
1. 1 2  Taherzadeh, pg. 226.
2. ↑  . datongbooks.com.   [2019-05-02].[永久]
3. ↑  Taherzadeh, pg. 227.

## 延伸阅读
- Thomas, James B. (2002). An Exposition on the Fire Tablet of Bahá’u’lláh: (Lawh-i-Qad Ihtaraqa’l-Mukhlisún)（页面存档备份，存于） in: Lights of Irfan, Book 3. Irfan Colloquia, Wilmette, USA. pp. 173-184.